# باشگاه فوتبال تورپدو مسکو
باشگاه فوتبال تورپدو مسکو (روسی: ФК "Торпедо" Москва) یک باشگاه فوتبال در شهر مسکو، روسیه است. این باشگاه در سال ۱۹۲۴ میلادی تأسیس شده‌است. ورزشگاه ادوارد استرلتسوف محل برگزاری بازی‌های خانگی این باشگاه است.

## افتخارات
- لیگ سطح یک شوروی / لیگ برتر فوتبال روسیه: ۳

1960, 1965, 1976 Autumn
- - نایب قهرمان: (۳) ۱۹۵۷, ۱۹۶۱, ۱۹۶۴
- جام حذفی فوتبال شوروی / جام حذفی فوتبال روسیه: ۷

۱۹۴۹, ۱۹۵۲, ۱۹۶۰, ۱۹۶۸, ۱۹۷۲, ۱۹۸۶, ۱۹۹۳
- - نایب قهرمان: (۹) ۱۹۴۷, ۱۹۵۸, ۱۹۶۱, ۱۹۶۶, ۱۹۷۷, ۱۹۸۲, ۱۹۸۸, ۱۹۸۹, ۱۹۹۱
- سوپر جام فوتبال شوروی / سوپر جام فوتبال روسیه:
  - نایب قهرمان: (۱) ۱۹۸۷